# Kjell Ivan Anderson
Kjell Ivan Anderson, född 22 mars 1935 i Karlstad, död 16 december 2017 i Lund, var en svensk tecknare och illustratör. Han utbildade sig i illustration och grafisk formgivning vid Slöjdföreningen i Göteborg 1951–1958. Han undervisade också i dessa ämnen 1981–1991 vid Konstindustriskolan i Göteborg.

## Priser och utmärkelser
- 1973 – Litteraturfrämjandets stipendium
- 1973 – Sveriges författarfonds femåriga arbetsstipendium
- 1977 – Ester Lindahls stipendium